# غنجغاه
غنجغاه هي قرية في مقاطعة كوثر، إيران. يقدر عدد سكانها بـ 685 نسمة بحسب إحصاء 2016.